# Glass Cloud
Glass Cloud war eine Metal-Band aus dem US-amerikanischen Hampton, welche Metalcore mit Progressive Metal verband.

## Geschichte
Die Band wurde Anfang 2011 gegründet, nachdem sich Jerry Roushs ehemalige Band Sky Eats Airplane zwei Jahre zuvor aufgelöst hatte. Auf der Suche nach neuen Mitgliedern für eine eigene Band kam er per Zufall mit dem Gitarristen Travis Sykes und dem Schlagzeuger Chad Hasty in Kontakt, welche Roush noch aus seiner Kindheit kannte. Beide waren ehemalige Studenten des Berklee College of Music, wo bereits John Petrucci oder Adam Dutkiewicz einst ihre Abschlüsse machten. Mit dem ehemaligen The-Tony-Danza-Tapdance-Extravaganza-Gitarristen Joshua Travis, mit welchem Roush hin und wieder in Verbindung stand, war das Line-up der Band komplett. Da Roush auch noch nach der Auflösung seiner ersten Band engen Kontakt zu dem US-amerikanischen Musiklabel Equal Vision Records pflegte, kam auf diese Weise ein Plattenvertrag zustande.
Anfang März 2012 ging die Band zusätzlich einen Plattenvertrag mit dem australischen Label UNFD ein, welches sich um den Vertrieb auf dem Kontinent kümmerte. Ende März veröffentlichte die Band ihre erste selbstbetitelte Download-Single, welche die Lieder White Flag und Counting Sheep enthielt, die einen kleinen Vorgeschmack auf das bevorstehende Debütalbum machen sollten. Anschließend spielte die Band zwischen April und Mai neben iwrestledabearonce und Molotov Solution auf der Road to Metal Fest-Tour. Im Mai 2012 verkündete das britische Label Basick Records, das erste Album Glass Cloud’s in Europa zu vertreiben.
Anfang Juli veröffentlichte die Band ihr erstes Studioalbum The Royal Thousand, welches von Joshua Travis selbst produziert wurde. Die Idee für den Namen des Albums entstand aus der Zeit der Gründung der Band und sollte einst den Bandnamen darstellen. Die Texte des Albums handelten hauptsächlich von der Liebe und persönlichen Erfahrungen aus dem Leben der Bandmitglieder. Kurz nach der Veröffentlichung des Albums spielte die Band neben Texas in July, We Came as Romans und The Acacia Strain auf der Scream It Like You Mean It-Tour. Während der The Alternative Press Tour mit unter anderem Miss May I und The Ghost Inside, kam es im November 2012 in der Nähe der Blue Mountains zu einem Unfall, bei dem sich der Van der Band überschlug. Die Band rief dazu auf, diese zu unterstützen, indem man ihren Merchandise kaufe. Zudem richtete die Band extra ein Spendenkonto auf dem Bezahlsystem PayPal ein.
Im April 2013 spielte die Band eine US-Tour an der Seite von After the Burial, The Contortionist und Within the Ruins, auf die einen Monat eine Tour mit Volumes und Beyond the Shore durch Kanada folgte. Für den Oktober kündigte die Band eine Tour mit Blessthefall und Oceans Ate Alaska durch Großbritannien an, welches für die Band die erste Tour in Europa sein sollte.
Im Juli verließen Travis Sykes und Chad Hasty Glass Cloud und wechselten zur Post-Hardcore-Band Glassjaw, die gerade ihren Bassisten und ihren Schlagzeuger verloren hatte. Glass Cloud waren damit aufgelöst. Josh Travis spielt seit 2016 in der Metalcore-Band Emmure.

## Diskografie
- 2012: The Royal Thousand (Equal Vision Records)
- 2013: Perfect War Forever (EP, Equal Vision Records)